# مارکو کلوک
مارکو کلوک (انگلیسی: Marko Klok) (زاده ۱۴ مارس ۱۹۶۸) بازیکن والیبال ساحلی و سالنی اهل هلند، عضو سابق تیم ملی والیبال هلند است. او در المپیک ۱۹۹۲ با هلند به مدال طلا دست یافت.